# Lledoners del Monestir de les Avellanes
Els Lledoners del Monestir de les Avellanes (Celtis australis) són un conjunt de 3 arbres centenaris que es troben molt a prop de la façana del monestir de Santa Maria de Bellpuig de les Avellanes (Os de Balaguer, la Noguera).

## Dades descriptives
- Perímetre del tronc a 1,30 m: 3,06 m.
- Perímetre de la base del tronc: 4,51 m.
- Alçada: 18,23 m.
- Amplada de la capçada: 17,18 m.
- Altitud sobre el nivell del mar: 547 m.[2]

## Entorn
Se situa als antics jardins del monestir de Santa Maria de Bellpuig de les Avellanes, una antiga abadia del segle xii, modernitzada i amb serveis d'hostatgeria monàstica, reunions, conferències, exposicions, colònies, activitats religioses, etc.. Als entorns més propers hi predomina el bosc de pi blanc amb carrasca. Ja dins el jardí hi trobem om de Sibèria, xiprer, xiprer d'Arizona, negundo, til·ler, desmai, plàtan, Picea, un roure de fulla petita de 3,46 metres de volta de canó, llorer, boix, ram de núvia, espernallac, bambú, heura, cràssula i gerani. Quant a fauna, hi són comuns la mallerenga carbonera, la griva comuna, el pardal comú, el picot verd, el pit-roig i, sovint, el voltor comú, que sobrevola l'espai.

## Aspecte general
Aquests lledoners es veuen soferts segurament per les dures condicions pluviomètriques de la regió. Hi ha certa presència de forats en alguna soca, tot i que no preocupant. En general, hi ha una ufanor remarcable.

## Accés
Des de Balaguer, cal agafar la carretera C-12 en direcció a les Avellanes, però, poc després de passar el quilòmetre 181 i a la nostra dreta, trobarem l'accés al monestir de Santa Maria de Bellpuig de les Avellanes i el seu conjunt d'arbres de gran port. GPS 31T 0313959 4638347.